# هوراوار
هوراوار (به ترکی آذربایجانی: Horavar) یک منطقه مسکونی در جمهوری آذربایجان است که در شهرستان یاردیملی واقع شده است. هوراوار ۸۲۰ نفر جمعیت دارد.

## ریشه واژه
هورا در زبان‌های ایرانی به‌معنی قلعه و وار یا ور در زبان تالشی به‌معنی زمین یا مکان است و معنای کلی هوراوار می‌شود مکان قلعه.